# Agostino Bassi

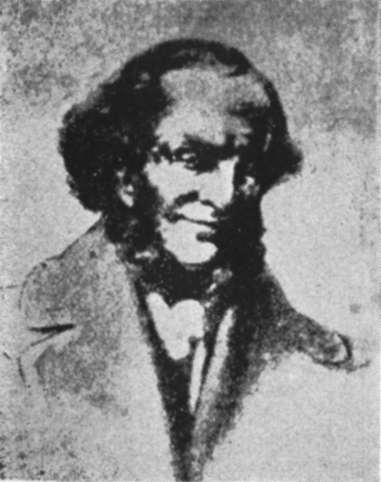
Agostino Maria Bassi

Agostino Maria Bassi (* 25. September 1773 in Mairago; † 6. Februar 1856 in Lodi) war ein italienischer Jurist mit starkem Interesse an biologischen Fragen. Er veröffentlichte 1835 seine Beobachtungen, dass der Erreger einer Krankheit der Seidenraupen ein Pilz ist und lieferte damit das erste Beispiel für eine von Mikroorganismen verursachte Infektionskrankheit. Sein botanisches Kürzel ist „a.bassi“.

## Leben
Bassi war ein Zwillingskind von Rosa Sommariva und des Landwirts Onorato Bassi. Nach seiner Schulzeit in Lodi, wo er das Gymnasium besuchte, studierte er auf Wunsch seiner Eltern Jura an der Universität Pavia, hörte aber auch Physik, Chemie, Mathematik und medizinische Vorlesungen. Zu seinen Lehrern zählten der Anatom Antonio Scarpa, der Physiker Alessandro Volta und der Pathologe Giovanni Rasori, und er hörte Vorlesungen bei Lazzaro Spallanzani, einem Gegner der Spontanzeugung. 
1798 wurde er in Rechtswissenschaft promoviert und unter der neuen französischen Herrschaft als Provinzbeamter eingesetzt. In der Folge bekleidete er verschiedene Positionen im öffentlichen Dienst. 
Wegen nachlassender Sehkraft kehrte er auf den Hof seines Vaters in Mairago zurück, wo er den Rest seines Lebens verbrachte. Ab 1807 experimentierte er zu einer Krankheit der Seidenraupen namens mal del segno, interessierte sich aber auch für andere landwirtschaftliche Fragen. Er importierte und züchtete Merinoschafe, baute Kartoffeln an und züchtete Wein. Die hier gewonnenen Erkenntnisse veröffentlichte er 1812 in dem Buch Il pastore bene istruito, mit dem er vor allem den Kartoffelanbau propagierte.

## Werk
Bevor Bassi die Krankheit der Seidenraupen namens mal del segno erforschte, wurde allgemein angenommen, dass sie spontan entstehe (Spontanzeugung). Die Seidenraupenkrankheit war in Italien wegen der puderweißen Erscheinung der daran gestorbenen Raupen auch als calcino oder calcinaccio bekannt. International wurde sie unter ihrem französischen Namen als muscardine bezeichnet. In der italienischen und französischen Seidenindustrie verursachte sie große Verluste. Bei seinen ersten Experimenten ging auch Bassi von einer spontanen Entstehung aus und suchte nach den dafür nötigen Umweltbedingungen in Ernährung, atmosphärischen Einflüsse oder den Zuchtmethoden. Nachdem er die Krankheit so nicht erzeugen konnte, vermutete er einen Überschuss an Säure, aber auch mit Phosphorsäure blieb der Erfolg aus. Nach einigen Jahren des Experimentierens kam Bassi zu dem Schluss, dass die Krankheit auf einen äußeren Faktor zurückzuführen war, der durch die Nahrung, durch Kontakt mit dem weißen Gespinst um tote Raupen oder durch die Hände oder Kleidung von Seidenraupenzüchtern übertragen wurde. Die Keime konnten auch durch Fliegen übertragen werden. Räume, in denen Raupen infiziert worden waren, waren kontaminiert. Bassi gelang es außerdem, gesunde Raupen mit dem weißen Puder von toten Raupen anzustecken. Er übertrug die Krankheit auch auf die Raupen anderer Insektenarten und dann wieder auf Seidenraupen. Unter dem Mikroskop wies Bassi einen Pilz nach, das feine Gespinst nach dem Tod der Tiere hielt er für dessen „Samen“. Diese „Samen“ blieben zwei bis drei Jahre lang keimfähig und waren der eigentliche Erreger der Krankheit. 
1833 präsentierte Bassi seine Ergebnisse an der Universität Pavia und wiederholte im folgenden Jahr seine Experimente vor einer neunköpfigen Kommission, die sich mit seinen Schlussfolgerungen einverstanden zeigte. 1835 veröffentlichte er sie in dem Buch Del mal del segno. Er berief sich auf seinen Lehrer Giovanni Rasori, der bereits ein contagium vivum postuliert hatte, allerdings nur auf der Grundlage des muffigen Geruchs in kontaminierten Räumen. Bassi hatte dagegen durch seine Experimente zum ersten Mal belegt, dass Pilze eine Krankheit bei Tieren verursachen können. Bei dem Pilz handelt es sich in heutiger Nomenklatur um Beauveria bassiana, bei dem weißen Pulver handelt es sich um dessen Sporen, bei dem Gespinst um die Hyphen. Im ersten Teil von Del mal del segno schlug Bassi vor, dass eine Reihe von Pflanzen- und Tierkrankheiten durch die „Keime“ von Parasiten verursacht sein könnten und dass auch bestimmte Krankheiten des Menschen durch solche Organismen verursacht seien. Im zweiten, praktischen Teil ging es um Methoden zur Vorbeugung und Ausrottung von Krankheiten der Seidenraupen. Dazu zählte die Vermeidung von Kontaminationen, die Desinfektion der Räume, in denen es zur Krankheit gekommen war, und das Kochen der verwendeten Werkzeuge. Der Organismus, den Bassi entdeckt hatte, wurde von Giuseppe Balsamo-Crivelli (1800–1874) an der Universität Mailand untersucht und als Botrytis paradoxa beschrieben. Heute heißt er zu Ehren von Bassi Beauveria bassiana.

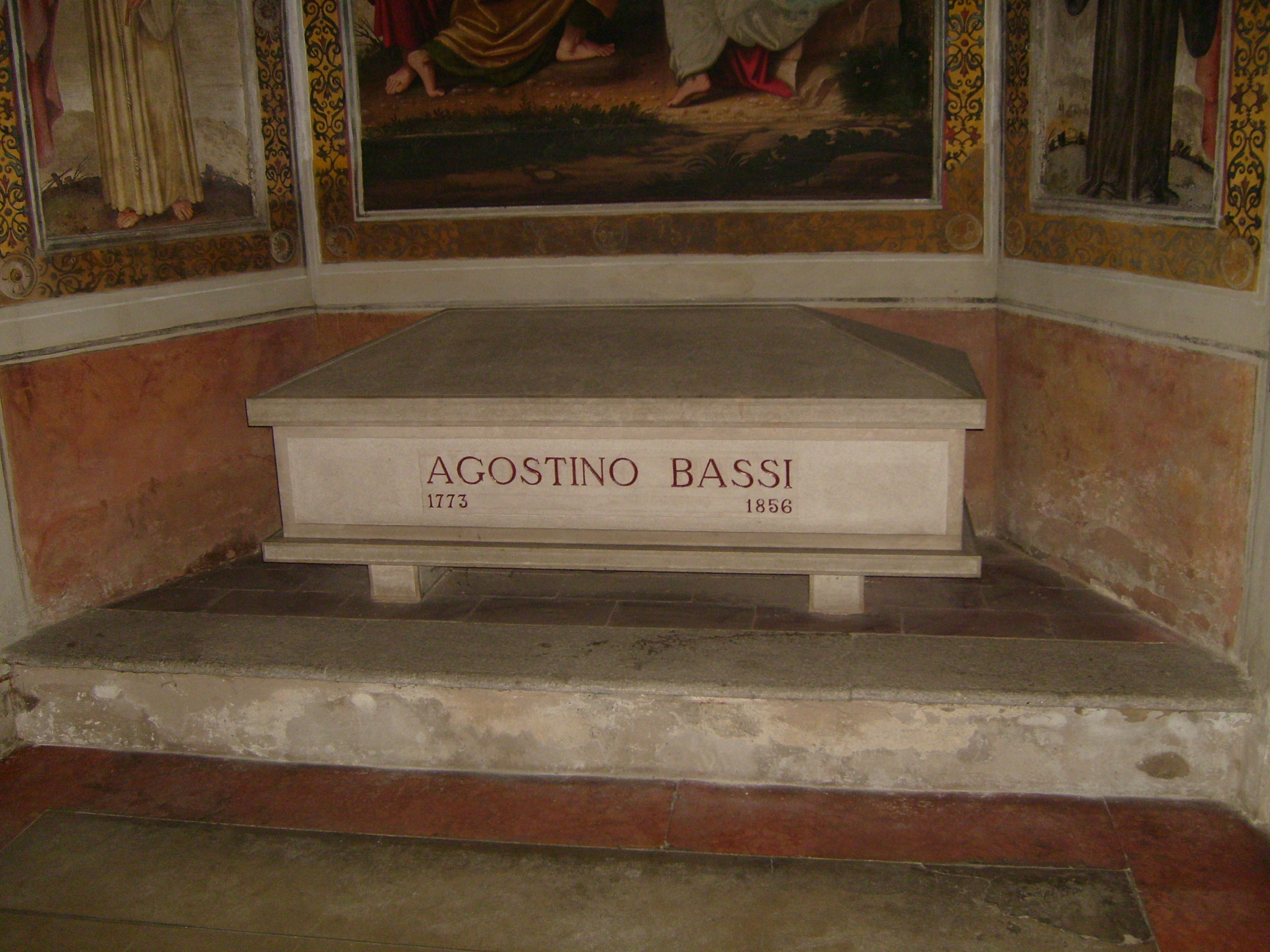
Agostino Bassis Grab in der Kirche San Francesco von Lodi

Bassis Experimente wurden von Victor Audouin wiederholt und bestätigt. Johann Lukas Schönlein schrieb, dass er von Bassi bei seiner Entdeckung des ersten humanpathogenen Pilzes angeregt worden sei. Wegen des fortschreitenden Verlusts der Sehkraft konnte Bassi nicht mehr mikroskopisch arbeiten. Theoretisch setzte er sich aber weiterhin mit Infektionskrankheiten auseinander und behauptete in seinen Büchern von 1844 und 1849 von verschiedenen Krankheiten wie Pest, Pocken, Syphilis oder Cholera, dass sie dazugehörten.

## Schriften (Auswahl)
- Il pastore bene istruito. Giuseppe Destefanis, Mailand 1812.
- Del mal del segno, calcinaccio o moscardino, malattia che affligge i bachi da seta e sul modo di liberarne le bigattaje anche le più infestate. Teil 1: Teoria. Teil 2: Pratica. Lodi 1835 (online).
- Sui contagi in generale e specialmente su quelli che affliggono l'umana specie. Lodi 1844.
- Discorsi sulla natura e cura della pellagra. Mailand 1846.
- Istruzioni per prevenire e curare il colera asiatico. Lodi 1849.

Eine Auswahl aus seinen Werken enthält Opere di Agostino Bassi. Hrsg. von G. C. Riquier, Pavia 1925.